# Salmo carpio
Salmo carpio – gatunek ryby z rodziny łososiowatych (Salmonidae). Dawniej uważany za podgatunek troci jeziorowej (Salmo trutta carpio).

## Występowanie
Występuje w jeziorze Garda w północnych Włoszech, na głębokości 100–200 m.

## Biologia
Dorasta do 50 cm. Żywi się głównie zooplanktonem. Latem poluje także na inne bezkręgowce. Odbywa tarło w dwóch cyklach zimowym i letnim. Składa ikrę w pobliżu podwodnych źródeł na głębokości 50–300 m. Zagrożony z powodu niszczenia siedlisk, zanieczyszczenia i przełowienia i prawdopodobnie z powodu wprowadzenia ryb z rodzaju Coregonus i innych Salmonidae. Rozpoczęto projekt hodowli w niewoli, a wstępne wyniki są obiecujące.